# (1271) Isergina
(1271) Isergina est un astéroïde de la ceinture principale. Il a été nommé en l'honneur du physicien russe Piotr Vassilievitch Isergine.

## Découverte
Isergina a été découvert par Grigori Néouïmine le 10 octobre 1931 à Simeïz. Sa désignation provisoire était 1931 TN.

## Caractéristiques
Il mesure 44 km de diamètre, sa magnitude absolue est de 10,3 et son albédo est de 0,05.